# آمیتیس (دختر خشایارشا)
آمیتیس، (سده پنج پیش از میلاد) شاهدخت هخامنشی، دختر خشایارشا یکم و شهبانو آمستریس، ‌همچنین خواهر تنی اردشیر یکم بود. او با یک نجیب‌زاده پارسی به نام بغابوخش فرزند زوپیر ازدواج کرد. آمیتیس و مادرش در زمان سلطنت اردشیر یکم زنان قدرتمند دربار بودند.
بغابوخش ساتراپ سوریه بود. وی پس از کشته شدن ایناروس علیه شاه هخامنشی شورش کرد. آمیتیس همراه با آرتاریوس برای آشتی میان بغابوخش و اردشیر راهی سوریه شدند. آمیتیس همسر خود را ترغیب به پایان شورش کرد سپس او را به دربار بازگرداند.
مدتی بعد هنگامی که اردشیر در شکار بود، شیری به سمت وی حمله کرد و بغابوخش شیر را کشت و جان شاه را نجات داد اما کارش توهینی به شاه بود به همین دلیل شاه دستور اعدامش را صادر کرد اما باز هم با میانجی‌گری آمیتیس و مادرش حکم تغییر کرد و بغابوخش به سواحل دریای سرخ تبعید شد. بعداً به واسطه آمیتیس او بخشیده شد و به دربار بازگشت.
آمیتیس بعد از مرگ همسرش با آپولنیدس یونانی، پزشک مخصوص خود وارد رابطه عاشقانه شد اما بعد از فاش شدن آن، اردشیر دستور داد اپولونیوس را شکنجه کنند و او بعد از مدتی درگذشت اما آمیتیس همچنان جایگاه خود را در دربار شاه حفظ کرد.
آمیتیس سرانجام چندی پس از مرگ همسرش درگذشت، دینون از او به عنوان زیباترین زن آسیا یادکرده است. آمیتیس دارای دو پسر به نام‌های زوپیر و ارتوفیوس بود.